# Leopold Šrom
Leopold Šrom (ur. 8 września 1917 Chrlice, zm. 11 października 1968 Ptice) – czechosłowacki wojskowy, major, pilot, as myśliwski z okresu II wojny światowej.

## Życiorys
Urodził się we wsi Chrlice (obecnie część miasta Brno). Po ukończeniu szkoły średniej we wrześniu 1937 roku wstąpił na ochotnika do lotnictwa. Wstępne przeszkolenie lotnicze przeszedł w 5 pułku lotniczym w Brnie, a następnie w szkole pilotów w 4 pułku lotniczym w Pradze, po ukończeniu której otrzymał stopień st. szeregowego pilota. Następnie odbył przeszkolenie szkole lotnictwa bojowego w Prostejowie i otrzymał przydział do 45 eskadry 3 pułku lotniczego jako pilot. Latał w tym czasie samolotem myśliwskim Avia B-534. Po zajęciu jednak Czechosłowacji przez Niemców w maju 1939 roku, z dniem 20 maja 1939 roku został zdemobilizowany.
W czerwcu 1939 roku nielegalnie opuścił Czechosłowację i udał się do Krakowa, gdzie grupowali się czechosłowaccy żołnierze, którzy nie pogodzili się z zajęciem Czechosłowacji przez III Rzeszę. Po krótkim pobycie w Krakowie w sierpniu 1939 roku wyjechał do Francji.
Początkowo wstąpił do Legii Cudzoziemskiej, lecz już po wybuchu II wojny światowej i przystąpieniu Francji do wojny, opuścił Legię Cudzoziemską i w listopadzie 1939 roku wraz z grupą czeskich pilotów rozpoczął szkolenie w szkole lotniczej w Chartres. Szkolenia tego nie ukończył w związku z klęską Francji, wyjechał wtedy do Wielkiej Brytanii.
W Wielkiej Brytanii rozpoczął szkolenie w czechosłowackim ośrodku lotniczym RAF Cosford, a potem w ośrodku szkolenia RAF Sutton Bridge w Sutton Bridge. Po ukończeniu w listopadzie 1940 roku szkolenia został jako sierż. pil. skierowany do 245 Dywizjonu RAF, którego zadaniem była osłona Belfastu i konwojów w rejonie tego portu. W dywizjonie tym służył do czerwca 1941 roku, skąd został przeniesiony do czechosłowackiego 310 Dywizjonu Myśliwskiego, w dywizjonie tym służył do lipca 1942 roku, w tym okresie zestrzelił samodzielnie 1 samolot wroga, 1 uszkodził oraz 1 wspólnie z drugim pilotem. W związku z odbyciem pełnej kolejki bojowej, został instruktorem w ośrodku szkolenia lotniczego nr 57. Do latania bojowego w 310 Dywizjonie powrócił w styczniu 1943 roku. W dywizjonie latał do stycznia 1944 roku.
W związku z organizowaniem lotnictwa czechosłowackiego na terenie ZSRR, w dniu 21 lutego 1944 roku w grupie 20 ochotników udał się do ZSRR, gdzie po przeszkoleniu na samolotach Ła-5, został pilotem 128 samodzielnej eskadry myśliwskiej. W czerwcu 1944 roku w związku z przekształceniem eskadry w czechosłowacki 1 samodzielny pułk myśliwski, wszedł w jego skład zostając dowódcą eskadry tego pułku, funkcję tę pełnił do zakończenia II wojny światowej. W tym czasie brał udział w lotach bojowych, w tym walkach w czasie Słowackiego Powstania Narodowego, gdy 1 pułk myśliwski w okresie wrzesień – październik 1944 roku stacjonował na terenie lotniska zajętego przez powstańców w Pieszczanach. W czasie walk zestrzelił kolejne 4 samoloty przeciwnika indywidualni i jeden w grupie. W dniu 25 października 1944 roku w związku z upadkiem powstania, pułk powrócił na lotnisko w Stryju. W trakcie ofensywy styczniowej w składzie pułku brał udział w walkach na południu Polski i na terenie Czechosłowacji, do zakończenia wojny.
W trakcie II wojny światowej latał na terenie Wielkiej Brytanii na samolotach Hawker Hurricane i Supermarine Spitfire, a na terenie ZSRR – Ła-5. Łącznie zestrzelił 7 samolotów wroga (w tym 2 zespołowo), 1 prawdopodobnie i 2 uszkodził. Zniszczył też 3 samoloty wroga na ziemi.
Po zakończeniu wojny pozostał w wojsku pracując w Wojskowym Instytucie Lotniczym w Pradze-Letňanach, gdzie zajmował się badaniami nad samolotami znajdującymi się na wyposażeniu lotnictwa czechosłowackiego. Po przejęciu władzy przez komunistów, został urlopowany, a następnie w dniu 1 września 1949 roku zwolniony z wojska, uznany go bowiem za wroga ludu.
Rozpoczął wtedy pracę jako elektromechanik w zakładach Tesla w Brnie, gdzie pracował w okresie od 1949 do 1964 roku. W 1964 roku został zrehabilitowany, otrzymał awans na stopień majora i rozpoczął pracę w Czechosłowackich Liniach Lotniczych (Československé státní aerolinie, ČSA), początkowo w inspekcji lotniczej, a po przeszkoleniu został pilotem, latając początkowo jako drugi pilot, a następnie kapitan samolotów Ił-14.
W dniu 11 października 1968 roku zginął w katastrofie lotniczej w miejscowości Ptice koło Kladna, gdy nastąpiła awaria jednego z silników samolotu Ił-14/Avia 14-32A „Svit Gottwaldov”. W wypadku zginęło cała trzyosobowa załoga oraz 8 pasażerów, a kolejnych 29 zostało rannych.
Został pochowany na cmentarzu Tuřanské w Brnie.
W dniu 17 czerwca 1991 roku został przez prezydenta V. Havla pośmiertnie awansowany do stopnia pułkownika rezerwy.

## Awanse
- podporucznik (podporučík) (1.02.44)
- porucznik (poručík) (1.11.44)
- (nadporučík) (czerwiec 1945)
- kapitan (kapitan)
- major (major) (1964)
- pułkownik rezerwy (plukovník v.v. in memoriam) (17.06.1991)

## Odznaczenia
- Krzyż Wojenny Czechosłowacki 1939 (czterokrotnie)
- Czechosłowacki Medal za Odwagę w Obliczu Nieprzyjaciela (trzykrotnie)
- Czechosłowacki Medal Wojskowy „Za Zasługi” I Stopnia.
- Czechosłowacki Wojskowy Medal Pamiątkowy (dwukrotnie z okuciami Wielka Brytania i ZSRR)
- Order Słowackiego Powstania Narodowego I stopnia
- War Medal 1939-1945 (Wielka Brytania)
- Defence Medal (Wielka Brytania)
- Medal za Zwycięstwo nad Niemcami w Wielkiej Wojnie Ojczyźnianej 1941-1945 (ZSRR)